# Llista d'espècies de saltícids

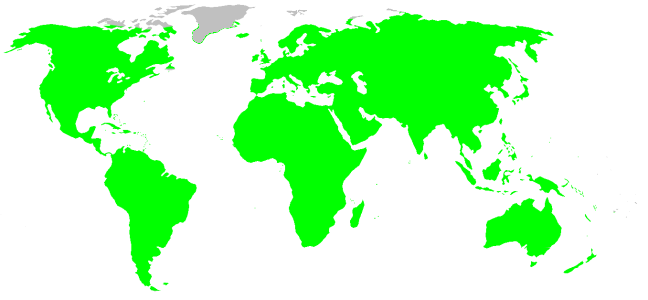
Distribució dels saltícids

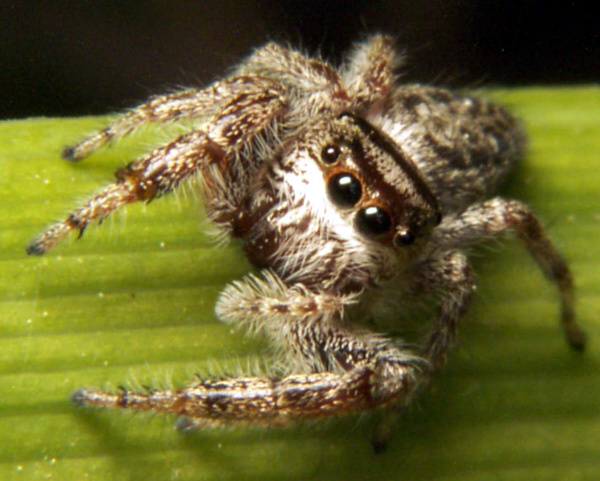
Eris sp.

Llista d'espècies de saltícids, una extensa família d'aranyes araneomorfes, la més nombrosa de totes. Hi ha la informació recollida fins al 21 de desembre de 2006, amb 553 gèneres i 5.025 espècies citades. És una família amb una àmplia distribució per tot el món i tot tipus d'hàbitat.
Degut a l'extensió del llistat aquest s'ha dividit en 11 articles d'una mida més assequible, seguint l'ordre alfabètic:
1. Llista d'espècies de saltícids (A-B)
2. Llista d'espècies de saltícids (C)
3. Llista d'espècies de saltícids (D-G)
4. Llista d'espècies de saltícids (H)
5. Llista d'espècies de saltícids (I-L)
6. Llista d'espècies de saltícids (M)
7. Llista d'espècies de saltícids (N-O)
8. Llista d'espècies de saltícids (P)
9. Llista d'espècies de saltícids (Q-S)
10. Llista d'espècies de saltícids (T-U)
11. Llista d'espècies de saltícids (V-Z)